# The Bernie Mac Show
A The Bernie Mac Show 2001-ben bemutatott amerikai szituációs komédia, melyet Larry Wilmore alkotott meg. A főbb szerepekben Bernie Mac, Kellita Smith, Jeremy Suarez, Dee Dee Davis és Camille Winbush látható.
Eredetileg a Fox Broadcasting Company tűzte műsorra, 2001. november 14. és 2006. április 14. között. A sorozatot összesen négy alkalommal jelölték Primetime Emmy-díjra és kétszer Golden Globe-ra.

## Összefoglaló
A sorozat középpontjában Bernie Mac és felesége, Wanda áll, akik Mac lánytestérének három gyermekét, Jordant, Vanessát és Bryanát nevelik.

## Szereplők

### Főszereplők
- Bernie Mac – Bernard "Bernie" McCullough, a sorozat címszereplője
- Kellita Smith – Wanda McCullough, Bernie felesége
- Jeremy Suarez – Jordan Thomkins, Bernie és Wanda nevelt fia
- Dee Dee Davis – Bryana "Baby Girl" Thomkins, Bernie és Wanda fiatalabb nevelt lánya
- Camille Winbush – Vanessa "Nessa" Thomkins, Bernie és Wanda idősebb nevelt lánya

### Mellékszereplők
- Reginald Ballard – W.B., Bernie közeli barátja
- Niecy Nash – Bonita , Bernie húga (2–4. évad)
- Carlos Mencia (1. évad) és Lombardo Boyar – Chuy, Bernie barátja
- Michael Ralph – Kelly, Bernie barátja
- Rick Hoffman – Jerry Best, Bernie menedzsere
- Wade Williams – Sean Cronin atya
- Anthony Anderson – Bryan, Bryana apja (5. évad)
- Naya Rivera – Donna, Vanessa barátja
- Ashley Monique Clark – Teri, Vanessa barátja (vendégszereplő, 3. évad; visszatérő szereplő, 4–5. évad)

## Epizódok
| Évad | Évad | Részek száma | Részek száma | Eredeti sugárzás     | Eredeti sugárzás  | Eredeti adó |
| Évad | Évad | Részek száma | Részek száma | Évadbemutató         | Évadzáró          | Eredeti adó |
| ---- | ---- | ------------ | ------------ | -------------------- | ----------------- | ----------- |
|      | 1.   | 22           | 22           | 2001. november 14.   | 2002. május 15.   | Fox         |
|      | 2.   | 22           | 22           | 2002. szeptember 18. | 2003. május 14.   | Fox         |
|      | 3.   | 22           | 22           | 2003. november 30.   | 2004. június 29.  | Fox         |
|      | 4.   | 16           | 16           | 2004. szeptember 8.  | 2005. április 8.  | Fox         |
|      | 5.   | 22           | 22           | 2005. szeptember 23. | 2006. április 14. | Fox         |